# 1997
1997 (MCMXCVII) byl rok, který dle gregoriánského kalendáře započal středou.

## Události

### Česko
- 3. ledna – Skončilo vysílání první soukromé televizní stanice – Premiéra TV – a zahájila vysílání její následovnice – Prima televize. Ta se stala druhou soukromou celoplošnou televizí v České republice.
- 4. ledna – Prezident České republiky Václav Havel se oženil s Dagmar Veškrnovou.
- 7. ledna – Ministr spravedlnosti Jan Kalvoda podal demisi. Důvodem jeho odstoupení z funkce ministra byla skutečnost, že protiprávně užíval titul JUDr., ačkoliv nesložil doktorské zkoušky. Nahradila ho Vlasta Parkanová ze stejné strany.
- 11. ledna – v katedrále sv. Víta vysvětil kardinál Miloslav Vlk na biskupy V. Malého a J. Paďoura.
- 21. ledna – Premiér Václav Klaus a spolkový kancléř Helmut Kohl ratifikovali v Praze Česko-německou deklaraci. Proti ratifikaci, jakož i proti celé Česko-německé deklaraci, se ohradil předseda SPR-RSČ Miroslav Sládek ve svém projevu, za nějž byl o rok později trestně stíhán.
- 22. ledna – Česká modelka Tereza Maxová založila Nadaci Terezy Maxové.
- 28. ledna – Pedagogové základních a středních škol zahájili tzv. řetězovou stávku jako výraz nespokojenosti se svými platy (k vyvrcholení došlo při demonstraci na Staroměstském náměstí v Praze 12. dubna t. r.).
- 4.–8. února – Proběhla stávka železničářů vyhlášená jejich odborovým svazem; jednalo se o největší stávku v české novodobé historii, která byla původně plánována na 2 dny. Stávkující si vymohli uzavření dohody s vládou (stávka znamenala ztrátu 1 miliardy korun).
- 5. února – byl pořezán poslanec Pavel Dostál.
- 14. února schválily obě komory parlamentu ČR Česko-německou deklaraci.
- 26. února bylo připsáno na list ohrožených mokřadů Litovelské Pomoraví.
- 24. března rezignuje na svoji funkci šéf ODA Jan Kalvoda. Nahradí ho Michael Žantovský.
- 9. dubna podává demisi ministr pro místní rozvoj Jaromír Schneider (KDU-ČSL). V květnu ho nahradí Tomáš Kvapil ze stejné strany.
- 18. dubna byli odsouzeni Orličtí vrazi – Ludvík Černý na doživotí, Vladimír Kuna na 25 let, Karel Kopáč na 21 let, Petr Chodounský na 14 let a Irena Meierová na 10 let.
- 25.–27. dubna navštívil Prahu a Hradec Králové papež Jan Pavel II. Jeho návštěva byla součástí Svatovojtěšského milénia.
- květen – ministr průmyslu a obchodu Vladimír Dlouhý v televizním pořadu prohlašuje, že se ani po provalení ekonomických potíží nehodlá vzdát postu ministra. „To by mě museli vynést nohama napřed!“, zní jeho reakce.
- 25. května – došlo k sebevražednému výbuchu v Priessnitzově sanatoriu v Jeseníku. Zemřel při něm pachatel Bohumil Šole, někdejší zaměstnanec Synthesie.
- 2. června – ministr průmyslu a obchodu Vladimír Dlouhý (ODA) podává demisi. Nahradí ho Karel Kühnl ze stejné strany.
- 2. června – ministr školství Ivan Pilip (ODS) podává demisi. Nahradí ho nestraník Jiří Gruša.
- 9. června – Milan Uhde rezignuje na post předsedy poslaneckého klubu ODS. Do této funkce je příští den zvolen Jiří Honajzer.
- 10. června – Poprvé od listopadu 1989 požádala vláda o vyslovení důvěry v průběhu svého funkčního období; získala v Poslanecké sněmovně 101 hlasů (díky Tomášovi Teplíkovi, bývalému členu ČSSD, který přeběhl do klubu ODS, a nezařazenému poslanci J. Wagnerovi, taktéž bývalému členu ČSSD) proti 99 hlasům opozice.
- 12. června oznamuje prezident Havel svoji kandidaturu na prezidenta.
- 5. – 16. července proběhly na Moravě a ve Slezsku rozsáhlé povodně. Jejím symbolem se stala obec Troubky, která byla prakticky kompletně zničena.
- 25. července došlo k úpravě česko-slovenské státní hranice.
- srpen – po odvysílání reportáže „Cikáni jdou do nebe“, kterou natočila pro TV Nova investigativní novinářská dvojce Josef Klíma a Radek John, začal masivní odchod Romů do Kanady.
- 4. září začalo v Praze Forum 2000, které založili Václav Havel, Yohei Sasakawa a Elie Wiesel. Jejím hostem byl i tibetský dalajláma, který přijel na osobní pozvání prezidenta Václava Havla, aby se zúčastnil tohoto diskuzního panelu.
- 21. září – Na Staroměstské náměstí v Praze přijel na kole z cesty kolem světa Vítězslav Dostál, první Čech, který takovou cestu vykonal.
- 23. října odstoupil ze všech veřejných funkcí ministr zahraničí Josef Zieleniec a jako první z významných členů ODS se vzdal i členství ve straně. Reagoval tak dosavadní výsledky vyšetřování finančních skandálů ODS.
- 6. listopadu byl otevřen 62 km dlouhý úsek dálnice D5 z Plzně do Svaté Kateřiny u Rozvadova. Cesta z Plzně do Rozvadova se zkrátila na více než poloviční dobu. O 4 dny později otevřen společný česko-německý hraniční přechod Rozvadov-Weidhaus.
- 7. listopadu podává demisi ministr vnitra Jan Ruml (ODS).
- 8. listopadu dochází ke jmenování tří nových ministrů vlády ČR – ministrem vnitra se stává Jindřich Vodička (ODS), na jeho místo (MPSV) přichází Stanislav Volák (ODS) a na prázdné křeslo ministra zahraničí je jmenován nestraník Jaroslav Šedivý.
- 8. listopadu byl na diskotéce v Biskupcově ulici v Praze 3 ubodán dvěma skinheady súdánský student Hassan Elamin Abdelradi.
- v listopadu vyzval primas katolické církve arcibiskup Miloslav Vlk v televizním vystoupení vládu Václava Klause k odstoupení. Vzápětí po jeho vystoupení předsedové koaličních stran Lux a Skalický oznámili odchod ministrů koaličních stran z vlády.
- 28. listopadu vystoupili před novináře vlivní členové ODS, Jan Ruml a Ivan Pilip a přečetli předem připravené prohlášení, v němž vyzvali Václava Klause k odstoupení z čela ODS. Událost se dostala do všeobecného povědomí jako Sarajevský atentát.
- 29. listopadu odvysílala TV Nova v hlavních zprávách informaci, že Václav Klaus má vilu ve Švýcarsku, která je patrně pořízena za peníze zašantročené z různých fondů. Jako zdroj informace byl představen bývalý policejní důstojník Jiří Sprušil.
- 30. listopadu byl na stranickém sjezdu ODA zvolen do funkce předsedy Ministr životního prostředí Jiří Skalický. Vystřídal tak svého kolegu Michaela Žantovského, který již na funkci nekandidoval.
- 30. listopadu podává premiér Václav Klaus demisi z funkce předsedy vlády. Poprvé v dějinách České republiky padla vláda.
- 1. prosince je v čísle 49/1997 týdeníku Respekt zveřejněna nikdy nepotvrzená zprávu o údajném tajném švýcarském kontu ODS.
- 3. prosince vyšel zákon o územním členění státu – Česká republika byla rozdělena do 14 krajů s platností od 1. ledna 2000.
- 5. prosince bylo DVD Fórem schválené rozšíření standardizovaných zvukových formátů o formát Dolby Digital (AC-3).
- 7. prosince požádal český prezident Václav Havel Josefa Luxe, aby zahájil jednání o složení a programu nové vlády.
- 9. prosince přednesl prezident Václav Havel před oběma komorami parlamentu v Rudolfinu svůj projev.
- 14. prosince byl na VIII. Kongresu ODS v Poděbradech potvrzen jako předseda ODS premiér v demisi Václav Klaus a porazil tak svého vyzyvatele a politického konkurenta Jana Rumla poměrem 227:72 z 312 možných. Místopředsedy ODS byli zvoleni Bohdan Dvořák, Libuše Benešová, Miroslav Beneš a Miroslav Macek.
- 16. prosince byl jmenován předsedou vlády Josef Tošovský.
- 19. prosince vznikla v ODS názorová platforma reprezentovaná Janem Rumlem a Ivanem Pilipem, kterou podpořila zhruba polovina poslanců a tři senátoři. Pro názorové neshody následně odešla 17. ledna 1998 do nově se rodící Unie svobody.

### Svět
- leden – po masových bouřích uznala srbská vláda zvláštním zákonem volební výsledky z obecních voleb do samosprávy v Jugoslávii, kde zvítězila opozice. Byl to počátek změn, který nakonec přivedl opozici k vládě nad Bělehradem.
- 1. ledna – Kofi Annan se stal generálním tajemníkem OSN.
- 5. ledna – Na základě mírové dohody z 30. srpna 1996 odešla ruská vojska z Čečenska.
- 17. ledna – Téměř 30 let po dobytí Hebronu začala opouštět toto území Izraelská armáda. Stalo se tak na základě dohody z 15. ledna t.r. mezi izraelskou a palestinskou delegací.
- 23. ledna se americkou ministryní zahraničí stala pražská rodačka Madeleine Albrightová.
- 27. ledna byl Aslan Maschadov zvolen prezidentem Čečny.
- 21. února byl zvolen starostou Bělehradu Zoran Đinđić, jeden z vůdců opozice proti Miloševićovi. Stal se tak prvním nekomunistickým starostou Bělehradu po druhé světové válce. Toto vítězství opozice však bylo pouze dočasné, protimiloševičovská koalice se v květnu t.r. rozpadla a ztratila svůj vliv.
- 27. února byl v Irsku uzákoněn rozvod.
- 8. března propukly boje na jihu Albánie.
- 23. března byla ve městě Princeton (New Jersey) založena Lidová strana Jižního Mongolska. Ta si za cíl vytkla nezávislost tohoto území na Číně.
- 24. března získává v americkém Los Angeles Oscara film Jana Svěráka Kolja.
- v noci z 27. na 28. března se v Otrantském průlivu po srážce s jednou italskou lodí potopila albánská loď. Na místě zůstalo 58 obětí. Jednalo se pravděpodobně o albánské uprchlíky, kteří opustili občanskou válkou zmítanou Albánii.
- 2. dubna byla v Minsku podepsána Smlouva o unii mezi Běloruskem a Ruskem. Idea vzniku Svazového státu Ruska a Běloruska pochází od běloruského prezidenta Alexandra Lukašenka.
- 3.–4. dubna – Masakrem v Thalitu započal nejkrvavější rok v Alžírské civilní válce (1991–2002).
- 19. dubna proběhly volby v Bulharsku. V nich zvítězil pravicový Svaz demokratických sil.
- 2. května se Tony Blair stal premiérem Velké Británie.
- 24. května se Kenneth Davis Anthony stal premiér ostrova Svatá Lucie.
- 24. května proběhly volby v Íránu. V nich zvítězil umírněný šíitský duchovní Muhammad Chátamí.
- 27. května podepsali v Paříži nejvyšší představitelé NATO a Ruska „Ustavující akt o vztazích Rusko–NATO“.
- 1. června proběhlo druhé kolo francouzských parlamentních voleb. V nich zvítězila Socialistická strana Lionela Jospina. Teprve potřetí v dějinách V. republiky nastalo období tzv. kohabitace.
- 2. června se propadl thajský baht oproti dolaru o 18 %. Tím začala asijská finanční krize r. 1997.
- 6. června byla v Bangkoku podepsána dohoda o spolupráci zemí jihovýchodní Asie (Bangladéš, Indie, Srí Lanka, Thajsko, Bhútán a Nepál), nazvaná BIST-EC. Dne 22. prosince t.r. se k této ekonomické spolupráci přidal i Myanmar (Barma) a vznikl tak BIMSTEC (tj. Iniciativa Bengálského zálivu pro multisektorální technickou a ekonomickou spolupráci).
- 30. června vyšel v Londýně román Harry Potter a Kámen mudrců, první díl potterovské série britské autorky J. K. Rowlingové.
- 1. července byl Hongkong předán britskými úřady Číně. Ta se zavázala nezměnit současný kapitalistický systém a životní styl po dobu 50 let, tedy až do roku 2047.
- 8. – 9. července – Česká republika byla společně s dalšími dvěma zeměmi střední Evropy (Polskem a Maďarskem) na Summitu NATO v Madridu oficiálně pozvána do Severoatlantické aliance.
- 15. července byl ve své vile v americkém letovisku Miami Beach zavražděn italský módní návrhář Gianni Versace. Vrahem byl Andrew Cunanan, drogově závislý sériový vrah, ten se o 10 dní později zastřelil.
- 23. července skončil Slobodan Milošević jako prezident Srbska. Až do zvolení nového prezidenta vykonával úřad Dragan Tomić, předseda Srbského národního shromáždění.
- 23. července skončil na postu prezidenta svazové republiky Jugoslávie Zoran Lilić. Vystřídal ho dosavadní prezident Srbska, Slobodan Milošević.
- 2. srpna se stal prezidentem Íránu Muhammad Chátamí.
- 5. srpna byl zvolen prezidentem Bolívie někdejší diktátor, generál Hugo Banzer. Stal se tak prvním diktátorem v LA, který se vrátil k moci demokratickou cestou.
- 19. srpna – 24. srpna proběhly Světové dny mládeže v Paříži.
- 31. srpna princezna Diana zemřela v Paříži spolu se svým tehdejším přítelem Dodim al-Fayedem při automobilové nehodě.
- na začátku září vypukla v Kosovu mezi UÇK a jugoslávským státem občanská válka.
- 5. září byl v Moskvě odhalen Pomník Petra I. Velikého. V době jejího odhalení se jednalo o nejvyšší sochu v Evropě a dodnes (2010) se nikomu nepodařilo tento rekord překonat.
- 10. září vstoupila v platnost mezinárodní dohoda o vyhodnocování vlivů na životní prostředí.
- 11. září proběhlo ve Skotsku referendum, na jehož základě byl ustanoven nezávislý Skotský parlament. První volby se uskutečnily v r. 1999.
- 19. září proběhly prezidentské volby v Černé Hoře. V nich zvítězil prozápadně orientovaný Milo Đukanović.
- 21. září proběhly v Polsku parlamentní volby. V nich zvítězila pravicová Volební akce Solidarita.
- 24. září prezidentem Vietnamu se stal Tran Duc Luong.
- 25. září premiérem Vietnamu se stal Phan Van Khat.
- 26. září postihlo středoitalskou obec Assisi silné zemětřesení. Nejzávažnější škody tohoto zemětřesení, které postihlo skoro celý kraj Umbrie a Marche, bylo především zhroucení klenby v kostele sv. Františka, které zdobily vzácné Giottovy fresky.
- 30. září byl z iniciativy Srbského hnutí obnovy, bývalého koaličního partnera v komunální politice, odvolán z postu starosty Bělehradu Zoran Đinđić. Opozice v Jugoslávii dočasně prohrála.
- 30. září se stal premiérem Polska Jerzy Buzek.
- v průběhu září si Linda Trippová, kolegyně stážistky Monika Lewinské, začíná tajně nahrávat důvěrné telefonáty, ve kterých se Monika svěřuje se svým tajným vztahem s Billem Clintonem. Začíná tak proces, který vyústí v tzv. Skandál Lewinské či Monicagate.
- 1. října – Na univerzitě v Prištině protestovali studenti proti srbskému režimu v Kosovu.
- 2. října byla podepsána Amsterdamská smlouva.
- 10. října se Jihoafrická republika připojila k Africkému hospodářskému společenství.
- 13. října se v severoirském městě Belfast uskutečnila schůzka mezi Tonym Blairem a Gerrym Adamsem, vůdcem strany Sinn Féin. Šlo o první schůzku na takto vysoké úrovni.
- 17. října, poté, co ji 2. dubna schválily obě komory polského parlamentu a co byla 25. května odsouhlasena v referendu, vstoupila v platnost nová Ústava Polské republiky.
- listopad – na japonském trhu se objevil tamagoči.
- 10. listopadu byla v Minsku vyhlášena Charta 97. Inspirovala se československou deklarací z r. 1977 a autoři v ní vyjadřovali svůj nesouhlas s porušováním lidských práv v Bělorusku a naprostým zničení národní kultury.
- 16. listopadu byl čínský disident Wej Ťing-šeng, čínský politik a „vězeň č. 1.“ po téměř 20 letech ve vezení propuštěn na svobodu. Po propuštění odletěl do USA.
- 17. listopadu se uskutečnil masakr v Luxoru. Tento teroristický útok na západní civilisty (turisty) financoval Usáma bin Ládin.
- 11. prosince byl v japonském městě Kjóto podepsán Kjótský protokol. Průmyslové země se v něm zavázaly snížit emise skleníkových plynů o 5,2 %.
- 13. prosince rozhodli představitelé členských států EU na zasedání v Lucemburku oficiálně pozvat šest kandidátských států (Česká republika,Estonsko, Kypr, Maďarsko, Polsko a Slovinsko) k přístupovým jednáním. Ta začala na začátku r. 1998.
- 17. prosince měl ve Spojených státech premiéru film Vrtěti psem. Film se stal nesmírně populárním, protože si diváci začali propojovat děj filmu (vymyšlená válka v médiích, která má dát voličům zapomenout na sexuální skandál prezidenta) se skutečností v následujícím roce 1998 (Operace Pouštní liška X Skandál Lewinské)
- 18. prosince proběhly v Jižní Koreji prezidentské volby. V nich zvítězil poprvé v jihokorejských dějinách představitel opoziční strany Kim Te-džung.
- 19. prosince měl ve Spojené státech premiéru velkofilm Titanic, jeden z divácky nejúspěšnějších filmů všech dob.
- 22. prosince byl v mexickém městě Chapas v době konání mše povražděna jedna indiánská komunita. Atentátníci se hlásili k jedné z polovojenských militantních skupin, operujících v celém Mexiku. Bylo zavražděno 45 lidí, z toho 4 těhotné ženy.
- 23. prosince proběhly ve Slovinsku prezidentské volby. Už v prvním kole byl zvolen dosavadní prezident Milan Kučan.
- 27. prosince byl zavražděn Billy Wright, vůdce jedné polovojenské protestantské skupiny v Severním Irsku.
- 28. prosince – Aby bylo zabráněno dalšímu šíření viru H5N1, známého také jako virus ptačí chřipky, nechaly úřady v Hongkongu usmrtit asi 1,5 milionu kuřat.
- 29. prosince se Milan Milutinović, jugoslávský ministr zahraničí (1995–1998), stal prezidentem Srbska.

### Neznámá data
- Václav a Dagmar Havlovi založili Vizi 97.
- příchod Hale-Boppovy komety způsobil hromadnou sebevraždu kultu Heaven's Gate.
- Astana se stala hlavním městem Kazachstánu.
- V Angole byla nastolena vláda národní jednoty.
- Bývalá sovětská černomořská flotila, kotvící v Sevastopolu, byla rozdělena na ruskou a ukrajinskou část. Sevastopolská námořní základna byla současně pronajata Rusku.
- Španělsko, Slovensko, Monako, Chorvatsko a Bulharsko se staly členy EUROCONTROLu.
- Objevila se první sociální síť, SixDegrees.com.
- V Kongu nastal konec občanské války.
- V Paříži byla založena Asociace evropských kinematografií (Association des Cinémathéques Européenes – ACE). Mezi její zakládající členy patří i Národní filmový archiv.

## Vědy a umění
- 23. února byl oficiálně oznámen úspěšný pokus naklonovat savce i první výsledek tohoto pokusu – ovce Dolly.
- 23. května mělo v USA premiéru pokračování Spielbergova trháku Ztracený svět: Jurský park, jenž byl natočen podle stejnojmenného románu Michaela Crichtona.
- 15. říjen – k Saturnu odstartovala americko-evropská kosmická sonda Cassini-Huygens
- 20. listopad – Premiéra českého povídkového filmu režiséra Petra Zelenky Knoflíkáři
- 18. prosince byla vydána verze 4.0 jazyka HTML
- 24. prosince AsiaSat 3/HGS-1 – průlet kolem Měsíce
- japonští chemici objevili směs organických sloučenin, která údajně rozpouští zlato
- staré toruňské město bylo zapsáno na seznam UNESCO
- Tallinnské staré město bylo zapsáno na listinu světového dědictví UNESCO
- vyšla nová verze FAT nazývaná FAT32
- Přistání malého vozítka Sojourner na Marsu
- standard GPRS

## Nobelova cena
- Nobelova cena za fyziku – Steven Chu, Claude Cohen-Tannoudji, William Daniel Phillips
- Nobelova cena za chemii – Paul D. Boyer, John E. Walker, Jens C. Skou
- Nobelova cena za fyziologii a lékařství – Stanley B. Prusiner
- Nobelova cena za literaturu – Dario Fo
- Nobelova cena za mír – Mezinárodní kampaň za zákaz nášlapných min, Jody Williams
- Nobelova pamětní cena za ekonomii – Robert C. Merton, Myron Scholes

## Narození

### Česko

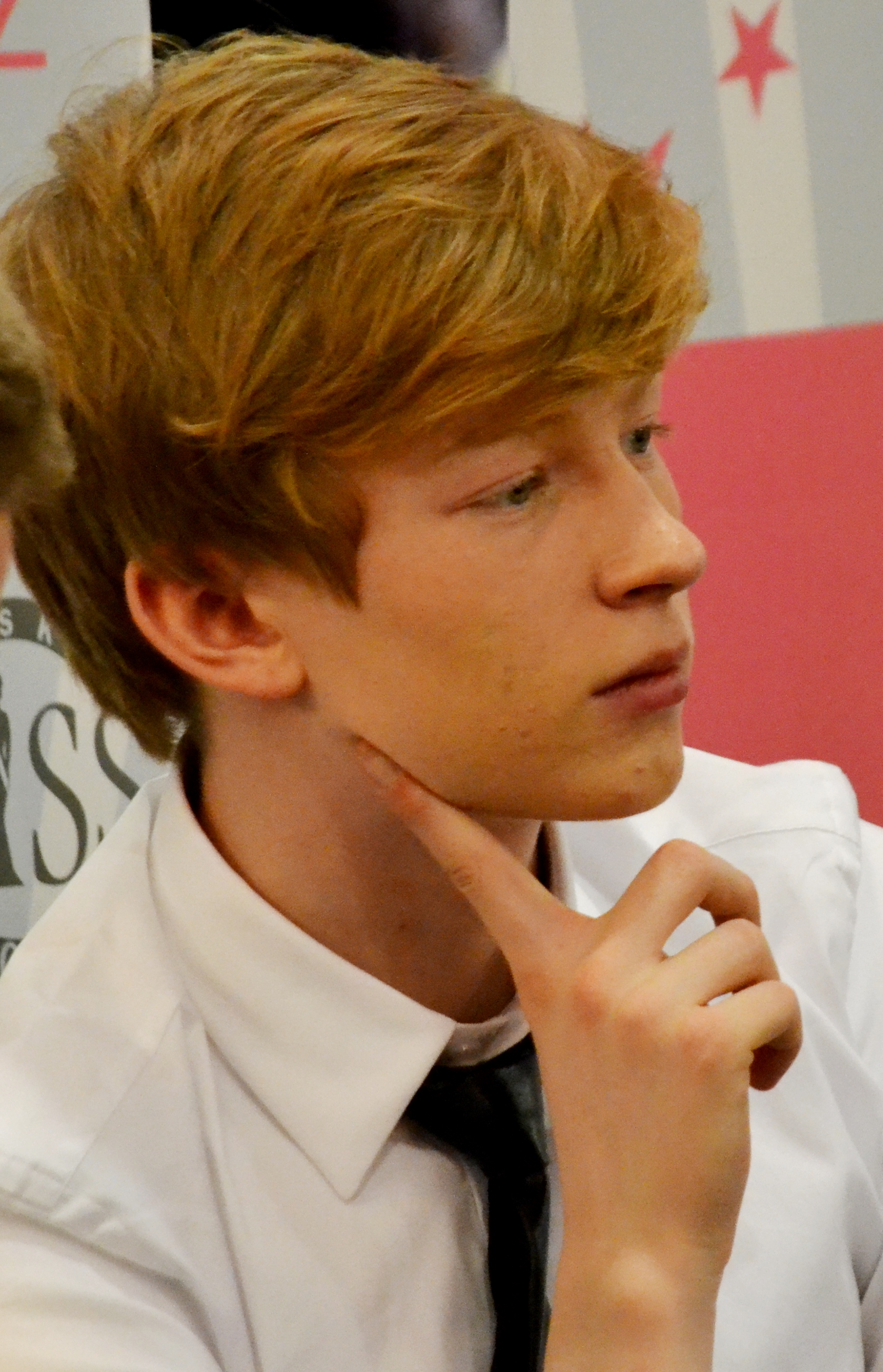
Adam Mišík (* 7. května)

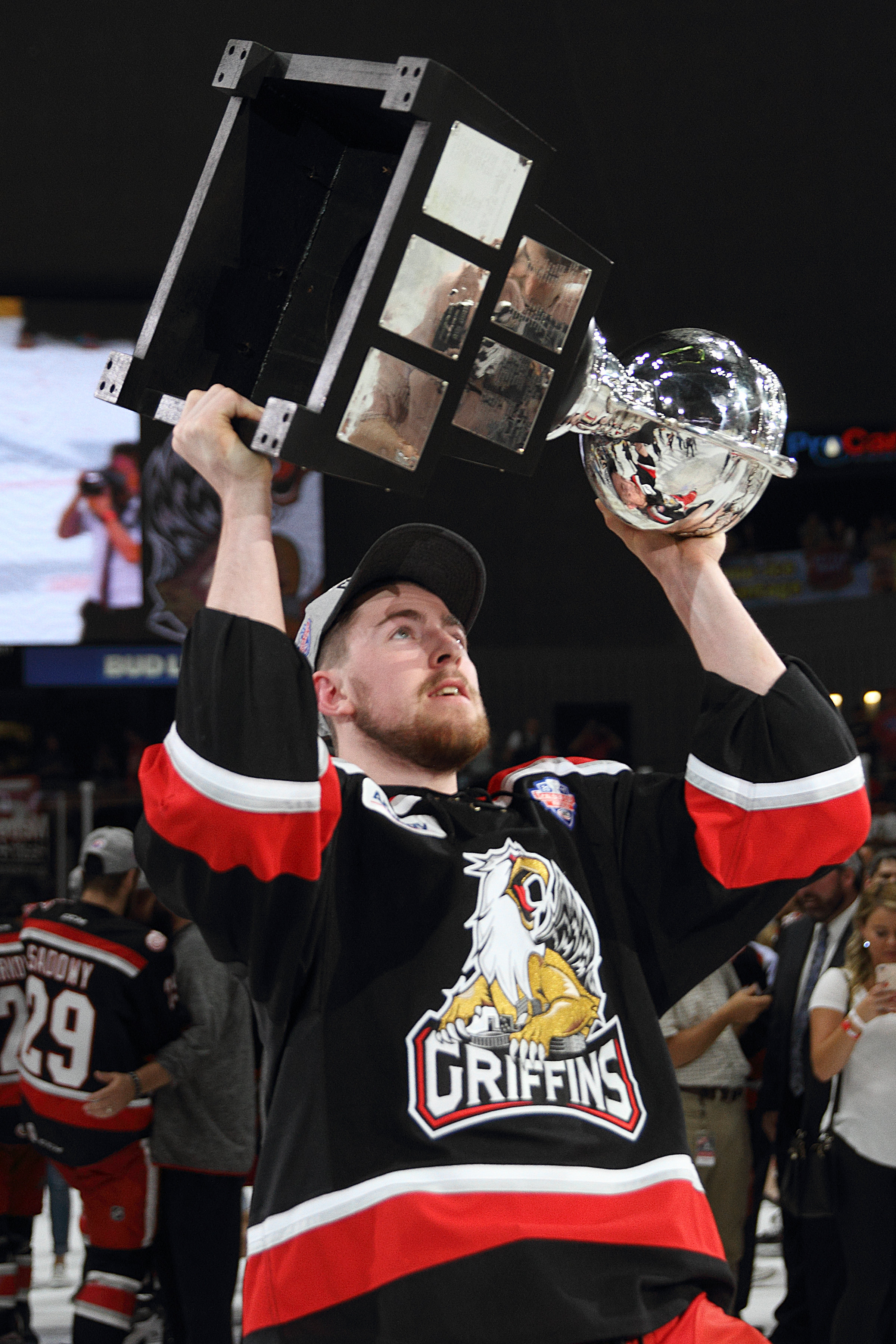
Filip Hronek (* 2. listopadu)

- 03. ledna – Markéta Davidová, biatlonistka
- 08. ledna – Jan Kuchta, fotbalista
- 25. ledna – Drahomíra Jůzová, pornoherečka
- 18. února – Kateřina Marie Fialová, muzikálová herečka a stepařka
- 19. února – Jiří Janošek,  dráhový cyklista
- 13. března – Kateřina Janatová, běžkyně na lyžích
- 03. dubna – Tereza Nosková, sánkařka
- 06. dubna – Pavel Zacha, lední hokejista
- 09. dubna
  - Vincent Navrátil, herec
  - Andrea Nováková, herečka
  - Michael Špaček, lední hokejista
- 07. května – Adam Mišík, herec a zpěvák
- 16. května – Lukáš Dvořák, varhaník
- 24. května – Veronika Andrýsková, házenkářka
- 03. června – Filip Chlapík, lední hokejista
- 12. června – Sabina Rojková, herečka
- 15. června – Vít Kopřiva, tenista
- 17. června – Ondřej Syrový, speciální pedagog, sociální pracovník a publicista
- 25. června – Sara Sandeva, herečka
- 23. července – Donovan Džavoronok, volejbalista
- 24. července – Anna Kadeřávková, herečka
- 25. července – Jana Czeczinkarová, bikerka a cyklokrosařka
- 28. července – Jan Macák, youtuber a influencer
- 20. srpna – Daniel Vladař, hokejový brankář
- 04. září
  - Amálie Hilgertová, vodní slalomářka
  - Pavel Protiva, rapper, hudební producent († 7. října 2024)
- 05. září – Kateřina Marková, rybářka
- 12. září – Petr Kváča, hokejový brankář
- 12. října – Eva Klímková, topmodelka
- 17. října – Václav Černý, fotbalista
- 21. října –  Kristián Mensa, tanečník, ilustrátor a herec
- 26. října – Marek Beneš, florbalista
- 28. října – Tadeáš Růžička, bojovník MMA
- 02. listopadu – Filip Hronek, lední hokejista
- 03. listopadu – Filip Forejtek, alpský lyžař
- 14. listopadu – Luboš Horký, lední hokejista
- 8. prosince – Patrik Indra, volejbalista
- 24. prosince – Marie Horáčková, lukostřelkyně

### Svět
- 02. ledna

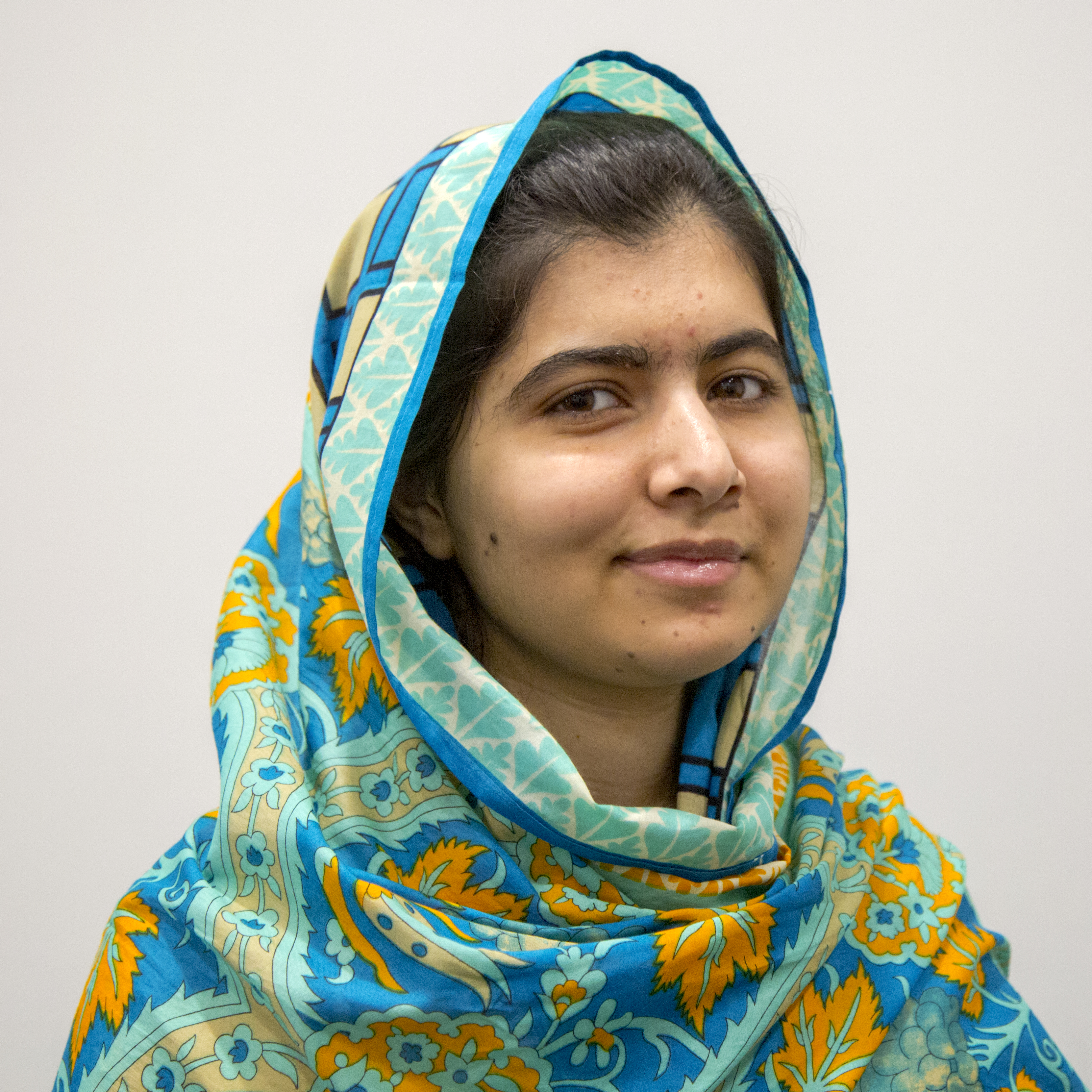
Malála Júsufzajová (* 12. července)

  - Adam Jakubech, slovenský fotbalový brankář
  - Carlos Soler, španělský fotbalista
  - Aršad Nadím, pákistánský oštěpař
- 9. ledna – Elvira Hermanová, běloruská sprinterka
- 10. ledna – Peato Mauvaka, francouzský ragbista
- 13. ledna – Connor McDavid, kanadský lední hokejista
- 18. ledna – Blair Kinghorn, skotský ragbista
- 21. ledna – Mikkel Frølich Honoré, dánský silniční cyklista
- 23. ledna – Steven Da Costa, francouzský karatista
- 05. února – Françoise Abandová, kanadská tenistka
- 10. února – Chloë Moretzová, americká herečka a modelka
- 12. února – Sione Tuipulotu, skotský ragbista
- 17. února – Jordie Barrett, novozélandský ragbista
- 18. února – Konstanze Klosterhalfenová, německá běžkyně
- 02. března – Becky G, americká zpěvačka
- 03. března – Camila Cabello, americká zpěvačka
- 06. březen – Alisha Boe, norsko-somálská herečka
- 8. března – Tijana Boškovićová, srbská volejbalistka
- 10. března – Belinda Bencicová, švýcarská tenistka
- 13. března – Rúben Neves, portugalský fotbalista
- 14. března – Simone Bilesová, americká sportovní gymnastka
- 17. března
  - Konrad Bukowiecki, polský koulař
  - Katie Ledecká, americká plavkyně
- 18. března – Rieko Ioane, novozélandský ragbista
- 21. března – Martina Stoessel, argentinská herečka, zpěvačka, modelka a tanečnice
- 23. března – Grégory Alldritt, francouzský ragbista
- 26. března – Duklock, slovenský youtuber
- 05. dubna – Ida Lienová, norská biatlonistka
- 08. dubna – Rūdolfs Balcers, lotyšský lední hokejista
- 15. dubna
  - Donavan Brazier, americký běžec
  - Maisie Williamsová, anglická herečka
- 20. dubna – Alexander Zverev, německý tenista
- 24. dubna – Veronika Kuděrmetovová, ruská tenistka
- 27. dubna – Jakub Grigar, slovenský vodní slalomář
- 07. května – Darja Kasatkinová, ruská tenistka
- 09. května – Alexandru Radu, rumunský fotbalista
- 10. května – Júki Hada, japonský sportovní lezec
- 11. května – Lana Condor, americká herečka
- 23. května – Johannes Dale, norský biatlonista
- 06. června – Samuel Antálek, slovenský fotbalista
- 16. června – K. J. Apa, novozélandský herec
- 21. června – Darcy Graham, skotský ragbista
- 12. července – Malála Júsufzajová, pákistánská bojovnice za lidská práva
- 26. července
  - Sebastian Aho, finský lední hokejista
  - Ewa Swoboda, polská atletka
- 27. července – Hidajat Hejdarov, ázerbájdžánský judista
- 29. července – Anže Peharc, slovinský sportovní lezec
- 30. července – Marcos Kremer, argentinský ragbista
- 05. srpna
  - Adam Irigoyen, americký herec
  - Olivia Holt, americká herečka a zpěvačka
  - Yungblud, britský zpěvák, rapper a textař
- 09. srpna – Hifumi Abe, japonský judista
- 10. srpna – Kylie Jennerová, americká modelka, návrhářka a podnikatelka
- 18. srpna – Josephine Langfordová, australská herečka
- 23. srpna – Graeme Fish, kanadský rychlobruslař
- 24. srpna – Alan Walker, britsko-norský hudební producent a DJ
- 01. září
  - Čon Čong-kuk, jihokorejský zpěvák a tanečník
  - Joan Mir španělský motocyklový závodník
- 06. září – Denis Heldák, slovenský hokejový útočník
- 17. září – Auston Matthews, americký lední hokejista
- 30. září – Max Verstappen, belgicko-nizozemský automobilový závodník
- 02. října – Tammy Abraham, anglický fotbalový útočník
- 07. října – Vanessa Voigtová, německá biatlonistka
- 08. října – Bella Thorne, americká herečka, zpěvačka, modelka a tanečnice
- 16. října
  - Charles Leclerc, monacký pilot Formule 1
  - Naomi Ósakaová, japonská tenistka
- 31. října – Marcus Rashford, anglický fotbalista
- 06. listopadu
  - Hero Fiennes-Tiffin, anglický herec a model
  - Aliona Bolsovová, španělská tenistka
  - Elena-Gabriela Ruseová, rumunská tenistka
- 15. listopadu – Paula Badosová, španělská tenistka
- 18. listopadu – Kamila Żuková, polská biatlonistka
- 19. listopadu – Grant Holloway, americký atlet, sprinter
- 28. listopadu – Julija Levčenková, ukrajinská výškařka
- 01. prosince
  - Hannah Schubert, rakouská sportovní lezkyně
  - Sada Williamsová, barbadoská atletka
- 15. prosince – Magdalena Fręchová, polská tenistka
- 16. prosince – Zara Larsson, švédská zpěvačka
- 20. prosince – Issa Adekunle, nigerijský fotbalista
- 20. prosince – Suzuka Nakamoto, japonská zpěvačka, modelka a idol
- 24. prosince – Níradž Čopra, indický oštěpař
- 27. prosince – Ana Konjuhová, chorvatská tenistka
- ? – Jevgenija Lapšinová, ruská sportovní lezkyně

## Úmrtí

### Česko

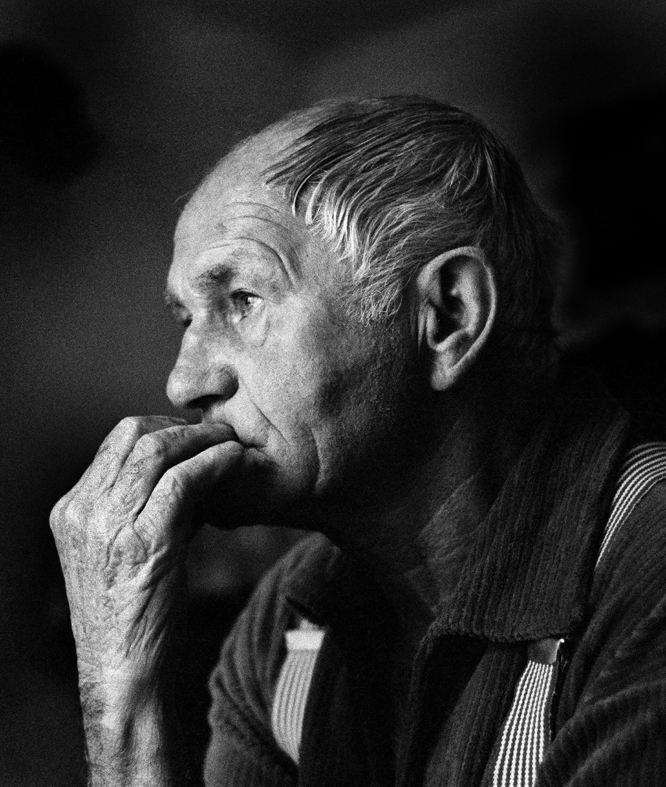
Bohumil Hrabal († 3. února; spisovatel)

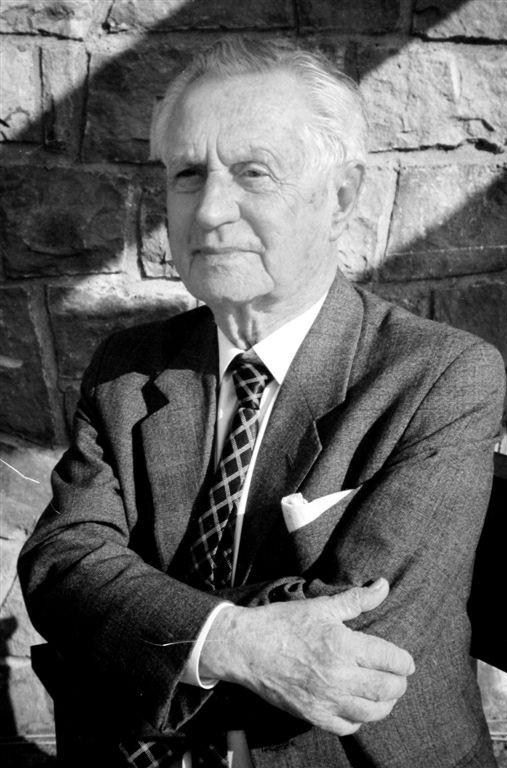
František Kožík († 5. dubna; spisovatel)

- 09. ledna – Milan Kopřiva, typograf (* 22. listopadu 1929)
- 13. ledna – Vladimír Miltner, indolog (* 6. července 1933)
- 17. ledna
  - Karel Benedík, malíř a restaurátor (* 6. listopadu 1923)
  - František Jungwirth, překladatel a redaktor (* 27. července 1920)
- 23. ledna – Alois Hudec, Sokol, gymnasta, olympijský vítěz 1936 (* 12. ledna 1908)
- 27. ledna – Božena Komárková, filozofka a teoložka (* 28. ledna 1903)
- 30. ledna – Josef Švejcar, pediatr (* 20. května 1897)
- 31. ledna – Marie Bayerová, filozofka, překladatelka (* 2. ledna 1922)
- 01. února – Antonín Mores, pediatr a vysokoškolský pedagog (* 24. května 1908)
- 03. února – Bohumil Hrabal, spisovatel (* 28. března 1914)
- 06. února – Ivan Skála, básník a politik (* 6. října 1922)
- 08. února – Miroslav Řihošek, atlet, dálkař a trojskokan (* 16. října 1919)
- 09. února – Luboš Pistorius, divadelní režisér a dramaturg (* 11. prosince 1924)
- 15. února – Vladimír Maděra, profesor chemie, rektor pražské VŠCHT (* 23. ledna 1905)
- 19. února – Jarmil Burghauser, hudební skladatel (* 21. října 1921)
- 25. února – František Belfín, hudební skladatel a dirigent (* 11. července 1923)
- 01. března – Václav Roziňák, hokejový reprezentant (* 7. listopadu 1922)
- 13. března – Karel Pecka, spisovatel, politický vězeň a disident (* 6. prosince 1928)
- 14. března – Drahomíra Tikalová, operní pěvkyně – sopranistka (* 9. května 1915)
- 26. března – Stanislav Bacílek, hokejový reprezentant (* 13. listopadu 1929)
- 27. března – Emanuel Macek, bibliograf (* 11. dubna 1924)
- 01. dubna – Karel Kyncl, reportér a novinář (* 6. ledna 1927)
- 05. dubna – František Kožík, autor životopisných próz (16. května 1909)
- 13. dubna – Ladislav Holý, antropolog (* 4. dubna 1933)
- 14. dubna
  - Milan Neděla, herec a moderátor (* 23. února 1934)
  - Vladimír Novotný, kameraman (* 17. října 1914)
- 15. dubna – Zdeněk Mlynář, právník, politik a politolog (* 22. června 1930)
- 19. dubna – Andrej Bělocvětov, malíř a grafik (* 8. října 1923)
- 20. dubna – Bedřich Prokoš, herec (* 23. října 1912)
- 03. května – Pavel Novák, disident a politik (* 26. února 1943)
- 05. května – Jaroslav Mařík, esperantista (* 22. prosince 1913)
- 12. května – Jiří Pecka, kanoista, olympijský medailista (* 4. června 1917)
- 13. května – Zdeňka Veřmiřovská, gymnastka (* 27. června 1913)
- 17. května – Jiří Syllaba, lékař a umělec (* 8. března 1902)
- 23. května – Albert Rosen, dirigent (* 14. února 1924)
- 21. května – Karel Odstrčil, hudební skladatel (* 5. srpna 1930)
- 28. května – Erich Sojka, spisovatel, autor písňových textů a překladatel (* 11. září 1922)
- 29. května – Antonín Dvořák, režisér a scénograf (* 12. září 1920)
- 11. června – Bohuslav Čáp, herec (* 26. října 1925)
- 19. června – Jiří David, sprinter (* 16. února 1923)
- 21. června – Eva Oubramová, básnířka, spisovatelka a žurnalistka (* 1. března 1939)
- 22. června – Miloš Hruška, český výtvarný pedagog, sochař, malíř a restaurátor, původem ze Slovenska (* 6. listopadu 1924)
- 25. června – Michael Čakrt, hudební skladatel (* 15. ledna 1924)
- 29. června – Ema Řezáčová, spisovatelka (* 17. listopadu 1903)
- 07. července – Ivo Fleischmann, básník, spisovatel, překladatel, literární historik a diplomat, působící ve Francii (* 21. června 1921)
- 15. července – Jaromír Tomeček, spisovatel (* 30. září 1906)
- 21. července – Růžena Grebeníčková, literární historička, teoretička a překladatelka (* 1. listopadu 1925)
- 23. července – Stanislava Součková, operní a koncertní pěvkyně (* 27. listopadu 1923)
- 25. července – Jan Kratochvíl, malíř, sochař, dramatik a teoretik výtvarného umění (* 30. července 1941)
- 30. července – Vladimír Thiele, básník a spisovatel (* 14. února 1921)
- 04. srpna
  - Tadeáš Řehák, administrátor tepelského kláštera (* 6. června 1923)
  - Emil Fafek, reportážní fotograf (* 3. června 1922)
  - Miroslav Nohýnek, herec a režisér (* 19. září 1941)
- 09. srpna – Oldřich Leška, lingvista, rusista a slavista (* 16. června 1927)
- 10. srpna – František Matějek, historik (* 12. srpna 1910)
- 16. srpna – Ludvík Šváb, psychiatr, jazzman, surrealista a odborník na němé filmy (* 20. července 1924)
- 19. srpna – Petr Novák, zpěvák a skladatel (* 6. září 1945)
- 23. srpna
  - Jan Šejna, politik a generál (* 12. května 1927)
  - Miloslav Jágr, průmyslový výtvarník a malíř (* 8. června 1927)
- 08. září – Vladimír Sommer, hudební skladatel (* 28. února 1921)
- 23. září – Rudolf Rokl, klavírista, skladatel a hudební aranžér (* 16. prosince 1941)
- 30. září – Václav Maňas st., skladatel a hudebník (* 13. ledna 1914)
- 12. října – Jan Melka, fotbalový reprezentant (* 14. února 1914)
- 21. října – Ervín Urban, akademický malíř, ilustrátor a grafik (* 7. května 1931)
- 23. října – Leopold Musil, voják a příslušník výsadku Tungsten (* 15. listopadu 1911)
- 29. října – František Domažlický, houslista a skladatel (* 13. května 1913)
- 05. listopadu
  - Helena Šmahelová, spisovatelka (* 14. července 1910)
  - Jindřich Martiš, horolezec a filmař (* 20. března 1952)
- 21. listopadu – Veronika Lieblová, manželka válečného zločince Adolfa Eichmanna (* 3. dubna 1909)
- 24. listopadu – Radim Malát, malíř, ilustrátor a grafik (* 12. května 1930)
- 30. listopadu – Božena Srncová, sportovní gymnastka a olympijská vítězka (* 11. června 1925)
- 01. prosince
  - Ivan Hojar, herec (* 16. února 1926)
  - Jiří Pleskot, herec (* 3. května 1922)
- 10. prosince – Ján Šmok, fotograf (* 30. prosince 1921)
- 19. prosince – Vladimír Lavický, malíř, grafik a básník (* 13. března 1923)
- 25. prosince – Vojtěch Tkadlčík, římskokatolický teolog (* 8. února 1915)

### Svět

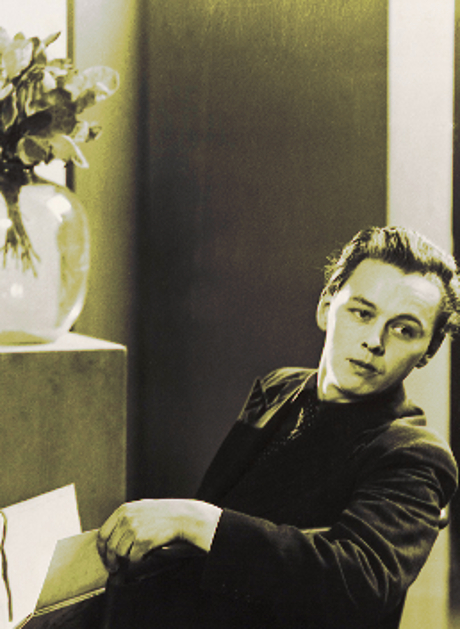
Victor Vasarely († 15. března)

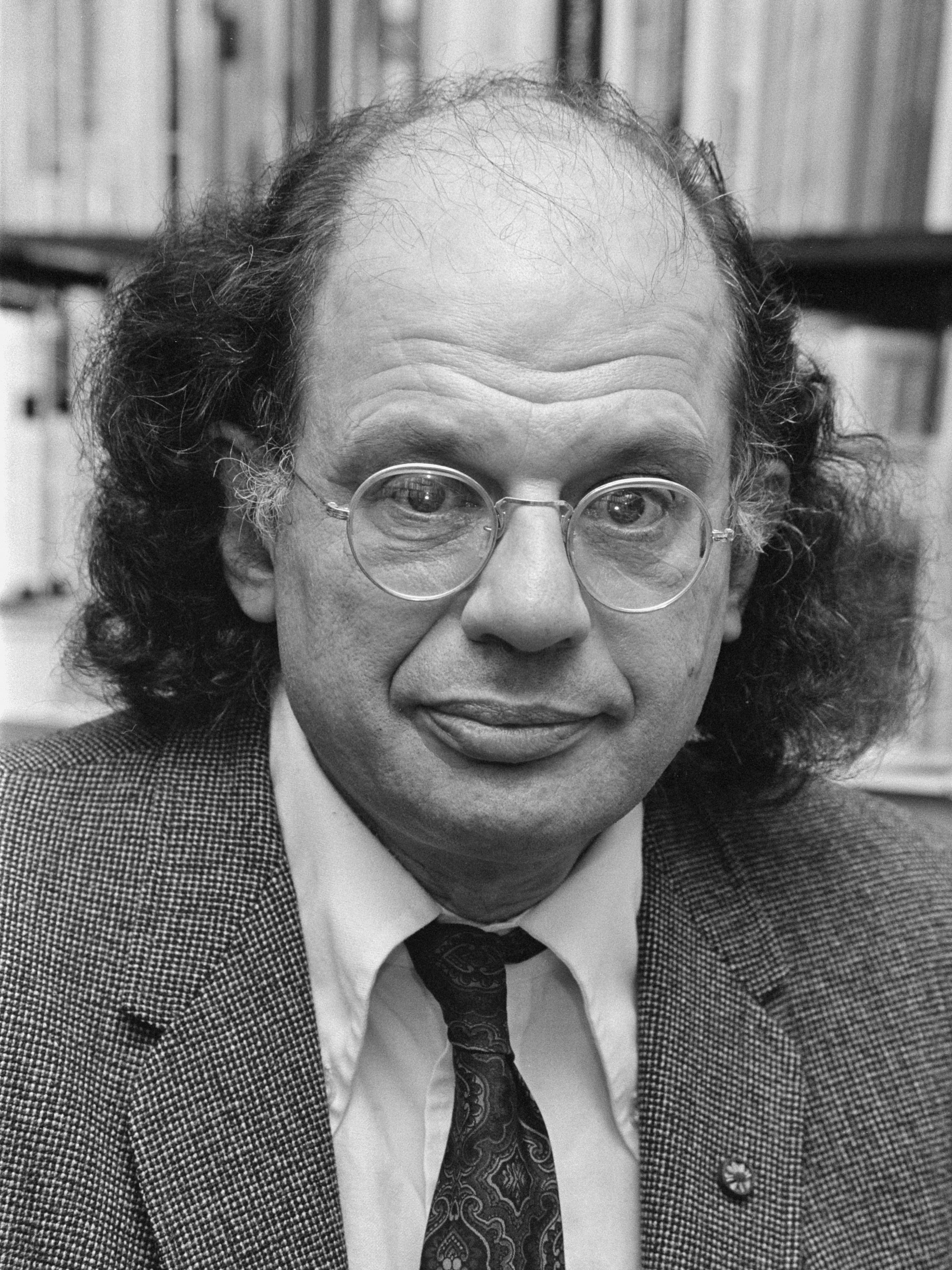
Allen Ginsberg († 5. duben)

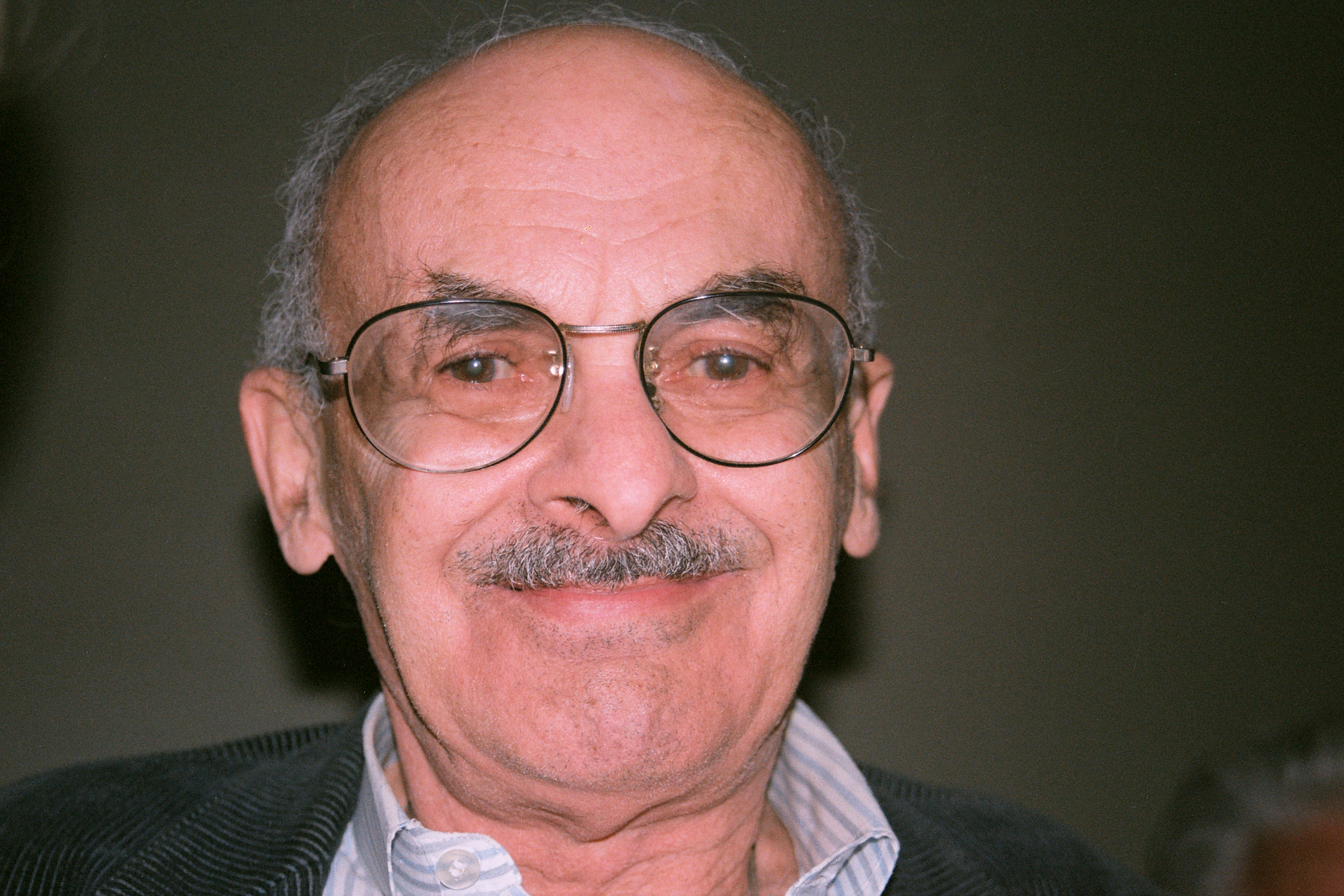
Bulat Okudžava († 12. června)

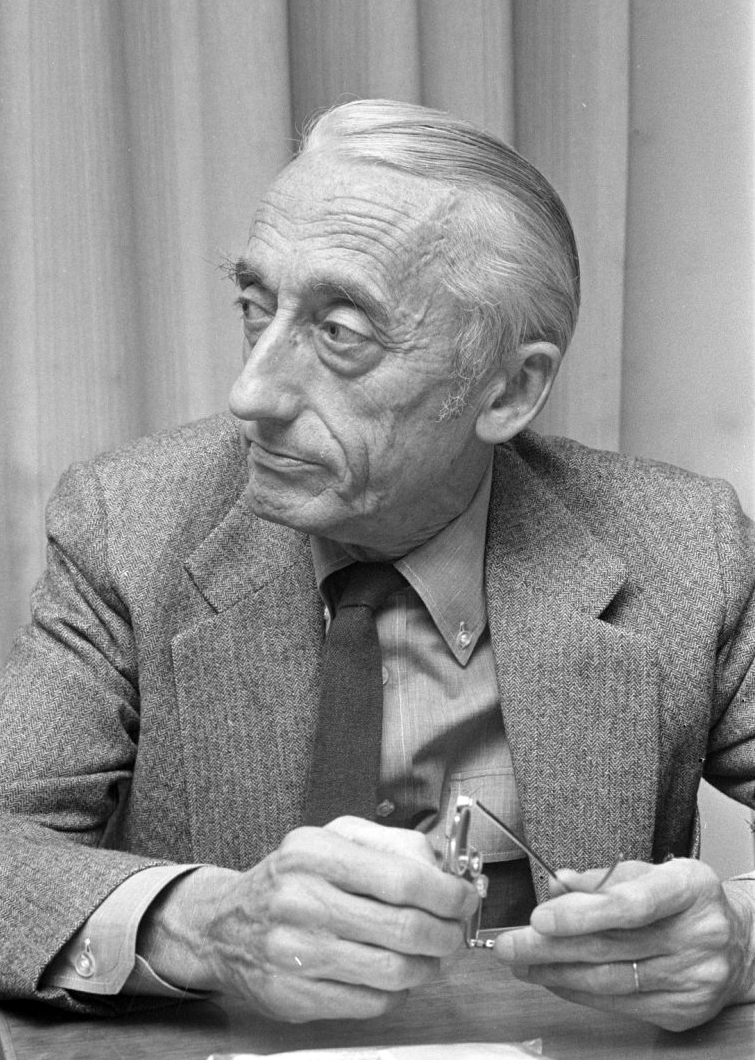
Jacques-Yves Cousteau († 25. červen)

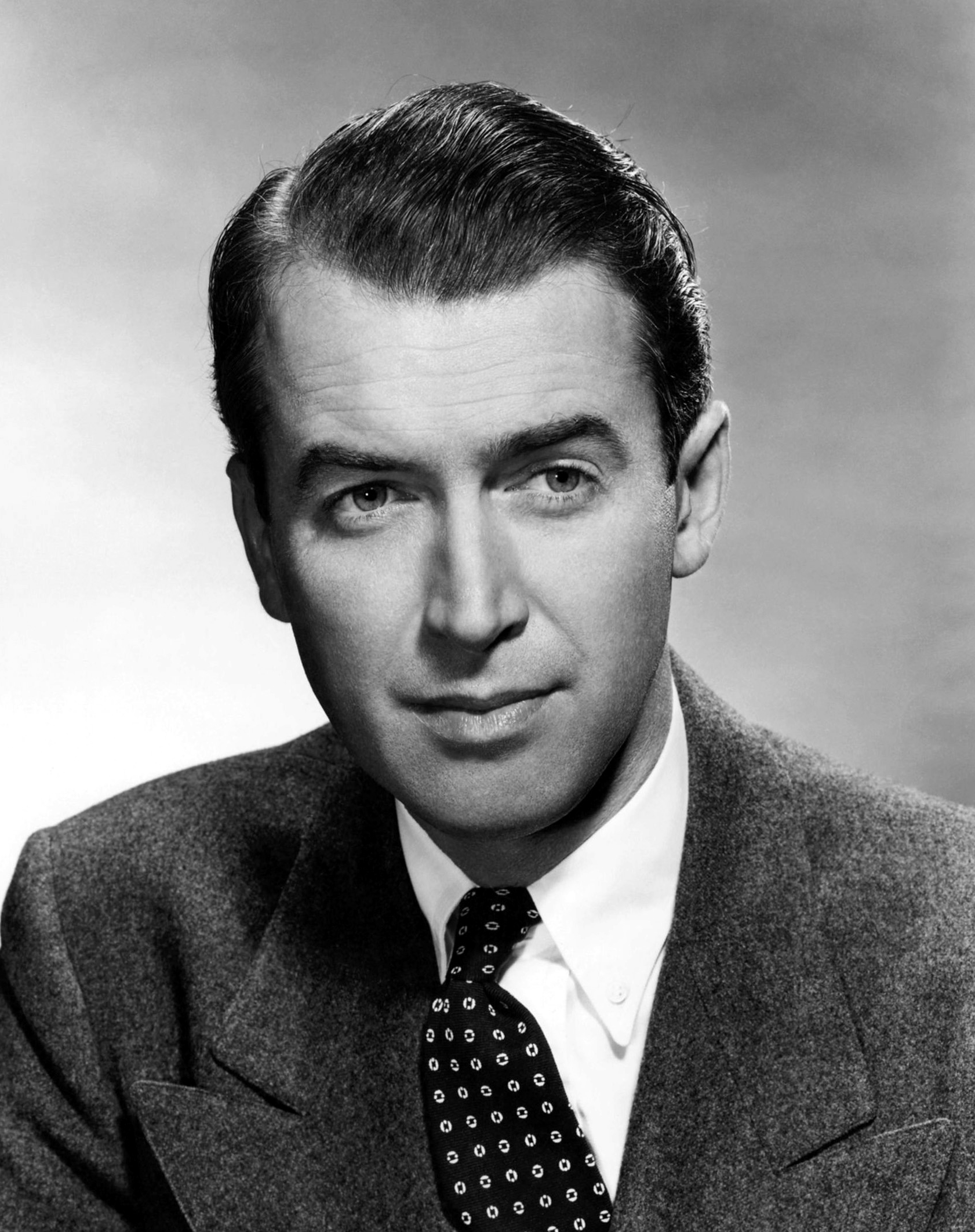
James Stewart († 2. července)

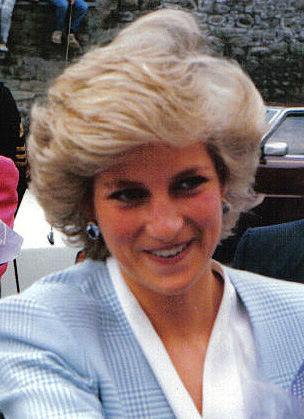
Princezna Diana († 31. srpen)

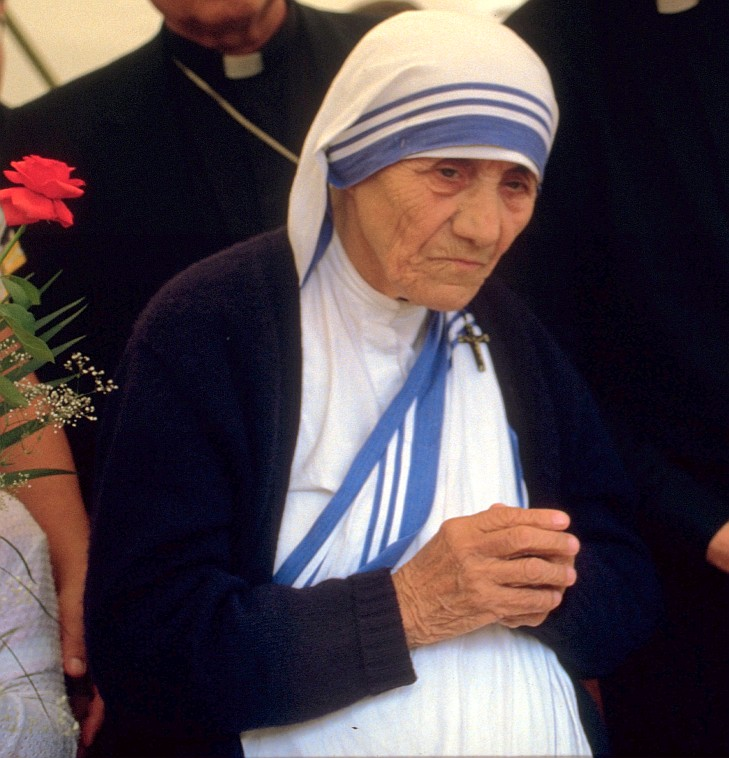
Matka Tereza († 5. září)

- 02. ledna – Randy California, americký zpěvák a kytarista (* 20. února 1951)
- 08. ledna – Melvin Calvin, americký chemik, nositel Nobelovy ceny za chemii (* 8. dubna 1911)
- 10. ledna – Alexander Robertus Todd, skotský biochemik, Nobelova cena za chemii 1957 (* 2. října 1907)
- 17. ledna – Clyde Tombaugh, americký astronom (* 4. února 1906)
- 20. ledna – Albín Brunovský, slovenský malíř, grafik a ilustrátor (* 25. prosince 1935)
- 02. února – Sanford Meisner, americký herec (* 31. srpna 1905)
- 19. února
  - Leo Rosten, americký spisovatel a humorista (* 11. dubna 1908)
  - Teng Siao-pching, čínský komunistický politik a reformátor (* 22. srpna 1904)
- 23. února – Tony Williams, americký jazzový bubeník (* 12. prosince 1945)
- 24. února – Nils-Olof Franzén, švédský spisovatel (* 23. srpna 1916)
- 25. února – Andrej Donatovič Siňavskij, ruský literární vědec, spisovatel a literární kritik (* 8. října 1925)
- 01. března – Hans Robert Jauß, německý literární teoretik (* 12. prosince 1921)
- 06. března – Cheddi Jagan, prezident Guyany (* 22. března 1918)
- 07. března
  - Steve Alder, britský herec (* ? 1950)
  - Edward Mills Purcell, americký fyzik, Nobelova cena za fyziku 1952 (* 30. srpna 1912)
- 09. března
  - Jean-Dominique Bauby, francouzský novinář a spisovatel (* 23. dubna 1952)
  - The Notorious B.I.G., americký rapper (* 21. května 1972)
- 11. března – Hugh Lawson, americký jazzový klavírista a pedagog (* 12. března 1935)
- 14. března – Fred Zinnemann, rakousko-americký filmový režisér (* 29. dubna 1907)
- 15. března – Victor Vasarely, maďarsko–francouzský malíř (* 9. dubna 1906)
- 19. března – Willem de Kooning, americký malíř a sochař (* 24. dubna 1904)
- 20. března – Ronnie Barron, americký zpěvák, herec, varhaník a klávesista (* 9. října 1943)
- 31. března – Lyman Spitzer, americký teoretický fyzik (* 26. června 1914)
- 02. dubna – Julij Mejtus, ukrajinský hudební skladatel (* 28. ledna 1903)
- 04. dubna – Jehuda Leo Picard, izraelský geolog a hydrolog (* 3. června 1900)
- 05. dubna – Irwin Allen Ginsberg, americký básník (* 3. června 1926)
- 07. dubna – Georgij Šonin, sovětský vojenský letec a kosmonaut (* 3. srpna 1935)
- 08. dubna – Laura Nyro, americká hudební skladatelka, textařka, zpěvačka a pianistka (* 18. října 1947)
- 09. dubna – Mae Boren Axton, americká hudební skladatelka (* 14. září 1914)
- 10. dubna – Martin Schwarzschild, americký fyzik německého původu (* 31. května 1912)
- 12. dubna
  - Nechama Leibowitz, izraelská biblistka (* 3. září 1905)
  - George Wald, americký biochemik, nositel Nobelovy ceny (* 18. listopadu 1906)
- 16. dubna
  - Roland Topor, francouzský výtvarník a spisovatel (* 7. ledna 1938)
  - Claude Tresmontant, francouzský filosof (* 5. srpna 1927)
- 17. dubna – Chajim Herzog, prezident Izraele (* 17. září 1918)
- 24. dubna – Viktor Kubal, slovenský výtvarník (* 20. března 1923)
- 02. května – Paulo Freire, brazilský filozof (* 19. září 1921)
- 03. května – Narciso Yepes, španělský klasický kytarista (* 14. listopadu 1927)
- 05. května
  - David E. Scherman, americký fotograf (* 1916)
  - John Carew Eccles, australský neurofyziolog, Nobelova cena (* 27. ledna 1903)
- 08. května – Ralph Wendell Burhoe, americký teolog (* 21. června 1911)
- 10. května – Jacinto Quincoces, španělský fotbalový reprezentant (* 17. července 1905)
- 11. května – Júsaku Kamekura, japonský grafický designér (* 6. dubna 1915)
- 17. května
  - Giuseppe de Santis, italský režisér (* 11. února 1917)
  - Michail Byčkov, sovětský hokejový reprezentant (* 22. května 1926)
- 21. května – Noël Browne, irský politik (* 20. prosince 1915)
- 22. května – Alfred Hershey, americký bakteriolog a genetik, Nobelova cena 1969 (* 4. prosince 1908)
- 24. května – Edward Mulhare, americký herec (* 8. dubna 1923)
- 26. května – Manfred von Ardenne, německý fyzik (* 20. ledna 1907)
- 29. května – Jeff Buckley, americký zpěvák a kytarista (* 11. listopadu 1966)
- 01. června – Nikolaj Alexandrovič Tichonov, sovětský politik (* 14. května 1905)
- 02. června – Helen Jacobsová, americká tenistka (* 6. srpna 1908)
- 04. června – Johnny Smith, americký jazzový varhaník (* 16. prosince 1933)
- 05. června – Ivan Krajíček, slovenský herec, zpěvák, komik, režisér, moderátor a bavič (* 24. května 1940)
- 06. června – Eitel Cantoni, uruguayský automobilový závodník (* 4. října 1906)
- 07. června – Stanley Schachter, americký psycholog (* 15. dubna 1922)
- 08. června – Amos Tutuola, nigerijský spisovatel (* 20. června 1920)
- 11. června – Lütfiye Sultan, osmanská princezna a vnučka sultána Mehmeda V. (* 20. března 1910)
- 12. června – Bulat Okudžava, ruský básník (* 9. května 1924)
- 13. června – Zoran Polič, slovinský právník a politik (* 20. prosince 1912)
- 15. června – Dal Stivens, australský novinář, spisovatel, humorista a lidový vypravěč (* 31. prosince 1911)
- 18. června
  - Edmond Leburton, premiér Belgie (* 18. dubna 1915)
  - Lev Kopelev, sovětský spisovatel (* 9. dubna 1912)
- 20. června
  - John Akii-Bua, ugandský olympijský vítěz v běhu na 400 metrů překážek, 1972 (* 3. prosince 1949)
  - Alberto Rivera, protestantský náboženský publicista (* 19. srpna 1935)
- 25. června – Jacques-Yves Cousteau, francouzský námořní důstojník (* 11. června 1910)
- 26. června – Israel Kamakawiwo'ole, havajský hudebník (* 20. května 1959)
- 01. července – Robert Mitchum, americký herec (* 6. srpna 1917)
- 02. července – James Stewart, americký herec (* 20. května 1908)
- 03. července – Johnny Copeland, americký bluesový zpěvák a kytarista (* 27. března 1937)
- 12. července – François Furet, francouzský historik (* 27. března 1927)
- 15. července
  - Gianni Versace, italský módní návrhář (* 2. prosince 1946)
  - Alan Jack Charig, britský vertebrátní paleontolog (* 1. července 1927)
- 17. července – Hugo Gunckel Lüer, chilský botanik a farmaceut (* 10. srpna 1901)
- 18. července – Eugene Merle Shoemaker, americký astronom a geolog (* 28. dubna 1928)
- 19. července – Oliver Rácz, slovenský básník, spisovatel, pedagog, politik (* 21. ledna 1918)
- 23. července
  - Čúhei Nambu, japonský atlet, zlato na OH 1928 (* 24. května 1904)
  - Andrew Cunanan, americký sériový vrah (* 31. srpna 1969)
- 26. července – Kunihiko Kodaira, japonský matematik (* 16. března 1915)
- 01. srpna – Svjatoslav Richter, ruský klavírista (* 20. března 1915)
- 02. srpna
  - William Seward Burroughs, americký spisovatel (* 5. února 1914)
  - Antonis Daglis, řecký sériový vrah (* 1974)
- 04. srpna
  - Horace Bristol, americký válečný fotograf (* 16. listopadu 1908)
  - Jeanne Calmentová, považovaná za nejdéle žijícího člověka (* 21. února 1875)
  - Alexander Young, skotský kytarista, zpěvák a baskytarista (* 28. prosince 1938)
- 05. srpna – Clarence M. Kelley, ředitel FBI (* 24. října 1911)
- 08. srpna – Kazimierz Jasiński, polský historik (* 12. prosince 1920)
- 09. srpna – Edward Osóbka-Morawski, polský ministerský předseda (* 5. října 1909)
- 12. srpna
  - Luther Allison, americký bluesový zpěvák a kytarista (* 17. srpna 1939)
  - Jack Delano, americký fotograf a hudební skladatel (* 1. srpna 1914)
- 16. srpna – Nusrat Fateh Ali Khan, pákistánský zpěvák a hráč na harmonium (* 13. října 1948)
- 23. srpna – John Kendrew, anglický biochemik, nositel Nobelovy ceny za chemii (* 24. března 1917)
- 25. srpna – Robert Pinget, francouzský spisovatel (* 19. června 1919)
- 30. srpna – Ernest Wilimowski, slezský fotbalista (* 23. června 1916)
- 31. srpna
  - Dodi Al-Fayed, egyptský filmový producent a obchodník (* 15. dubna 1955)
  - Diana Frances Spencerová, britská princezna z Walesu, bývalá manželka prince Charlese (* 1. července 1961)
- 02. září – Viktor Frankl, rakouský neurolog a psychiatr (* 26. března 1905)
- 04. září
  - Aldo Rossi, italský architekt (* 3. května 1931)
  - Hans Eysenck, německo-britský psycholog (* 4. března 1916)
- 05. září
  - Georg Solti, britský dirigent a klavírista (* 21. října 1912)
  - Matka Tereza, katolická misionářka albánského původu (* 26. srpna 1910), blahoslavená 2003
- 07. září – Mobutu Sese Seko, prezident Zairu (* 14. října 1930)
- 09. září – Burgess Meredith, americký filmový a divadelní herec a režisér (* 16. listopadu 1907)
- 12. září – Stig Anderson, švédský textař, manažer skupiny ABBA (* 25. ledna 1931)
- 14. září – András Berkesi, maďarský spisovatel (* 30. listopadu 1919)
- 15. září
  - Hubert Petschnigg, rakouský architekt (* 31. října 1913)
  - Marcel Bovis, francouzský fotograf (* 3. září 1904)
- 17. září – Jan Peder Syse, premiér Norska (* 25. listopadu 1930)
- 25. září
  - Paul Bernard, anglický televizní režisér (* 20. června 1929)
  - Jean Françaix, francouzský hudební skladatel (* 23. května 1912)
- 28. září – Ho Feng Shan, čínský diplomat, zachránce Židů (* 10. září 1901)
- 29. září – Roy Lichtenstein, americký malíř a sochař (* 27. října 1923)
- 03. října – Millard Lampell, americký filmový a televizní scenárista, spisovatel, hudebník (* 23. ledna 1919)
- 06. října – Jevgenij Chalděj, sovětský fotograf (* 23. března 1917)
- 07. října – Gustáv Papp, slovenský tenorista (* 28. září 1919)
- 12. října – John Denver, americký zpěvák (* 31. prosince 1943)
- 16. října – Olga Řecká a Dánská, řecká princezna (* 11. června 1903)
- 20. října – Henry Vestine, americký kytarista (* 25. prosince 1944)
- 23. října – Pinchas Lapide, izraelský diplomat a teolog (* 28. listopadu 1902)
- 25. října – Vojin Lukić, jugoslávský ministr vnitra (* 4. prosince 1919)
- 29. října – Anton Szandor LaVey, zakladatel a velekněz Církve Satanovy (* 11. dubna 1930)
- 01. listopadu – Józef Warszawski, polský kněz, filosof, spisovatel a odbojář (* 9. března 1903)
- 05. listopadu – Isaiah Berlin, rusko-britský filosof (* 6. června 1909)
- 06. listopadu – Josef Pieper, německý filozof (* 4. května 1904)
- 09. listopadu – Carl Gustav Hempel, americký filozof (* 8. ledna 1905)
- 10. listopadu
  - Tommy Tedesco, americký kytarista (* 3. července 1930)
  - Silvio Accame, italský historik (* 22. prosince 1910)
- 11. listopadu – Rod Milburn, americký olympijský vítěz v běhu na 110 metrů překážek (* 18. března 1950)
- 12. listopadu – Rainer Ptacek, německo-americký kytarista a zpěvák-skladatel s českými předky (* 7. června 1951)
- 13. listopadu – Ján Želibský, slovenský malíř a pedagog (* 24. listopadu 1907)
- 22. listopadu – Michael Hutchence, australský hudebník, člen skupiny INXS (* 22. ledna 1960)
- 25. listopadu – Hastings Kamuzu Banda, prezident Malawi (* 14. května 1906)
- 27. listopadu
  - Eric Laithwaite, anglický elektrotechnický inženýr, vynálezce (* 14. června 1921)
  - Malcolm Sheperd Knowles, americký teoretik vzdělávání dospělých (* 24. března 1913)
- 30. listopadu – Kathy Acker, americká spisovatelka (* 18. dubna 1947)
- 01. prosince – Stéphane Grappelli, francouzský jazzový houslista (* 26. ledna 1908)
- 07. prosince – Billy Bremner, skotský fotbalista (* 9. prosince 1942)
- 08. prosince – Carlos Rafael Rodríguez, kubánský komunistický politik (* 23. května 1913)
- 10. prosince
  - Jevgenij Majorov, ruský hokejista (* 11. února 1938)
  - Vincent Hložník, slovenský malíř (* 22. října 1919)
- 11. prosince – Roger Brown, americký psycholog (* 14. dubna 1925)
- 14. prosince
  - Owen Barfield, britský jazykovědec, filosof a spisovatel (* 9. listopadu 1898)
  - Kurt Winter, kanadský rockový kytarista a skladatel (* 2. dubna 1946)
- 18. prosince – Michel Quoist, francouzský teolog a spisovatel (* 18. června 1921)
- 19. prosince – Jimmy Rogers, americký bluesový zpěvák a kytarista (* 3. června 1924)
- 21. prosince – Johnny Coles, americký jazzový trumpetista (* 3. července 1926)
- 24. prosince – Toširó Mifune, japonský herec (* 1. dubna 1920)
- 26. prosince – Cornelius Castoriadis, řecko-francouzský levicový intelektuál (* 11. března 1907)
- 27. prosince – Tamara Tyškevičová, sovětská olympijská vítězka ve vrhu koulí (* 31. března 1931)
- 28. prosince – Corneliu Baba, rumunský malíř (* 18. listopadu 1906)

## Hlavy států
Evropa:
- Česko – Václav Havel
- Slovensko – Michal Kováč
- Maďarsko – Árpád Göncz
- Papež – Jan Pavel II.
- Spojené království – Alžběta II.
- Monako – Rainier III.
- Nizozemí – Beatrix

Amerika:
- Spojené státy americké – Bill Clinton

Ostatní:
- Čečna – Aslan Maschadov
- Írán – Sajjid Muhammad Chátamí
- Izrael – Ezer Weizman
- OSN – Kofi Annan